# Klimno
Klimno je  naselje v zalivu Soline na otoku Krku (Hrvaška).
Klimno je naselje z manjšim pristaniščem na severnem delu otoka Krka na vzhodni obali zaliva Soline. S cesto je povezano s Šilom in Dobrinjem. Klimno je naravno dobro zaščiteno pred vplivi burje in juga. V naselju živi 115 prebivalcev (popis 2001).
V Klimnu stoji enoladijska cerkvica sv. Klementa, ki je v zgodovinskih virih prvič omenjena leta 1381.
Na pomolu stoji svetilnik, ki oddaja svetlobni signal: R Bl 2s. Nazivni domet svetilnika je 3 milje.

## Demografija
| Pregled števila prebivalcev po letih | Pregled števila prebivalcev po letih | Pregled števila prebivalcev po letih | Pregled števila prebivalcev po letih | Pregled števila prebivalcev po letih | Pregled števila prebivalcev po letih | Pregled števila prebivalcev po letih | Pregled števila prebivalcev po letih | Pregled števila prebivalcev po letih | Pregled števila prebivalcev po letih | Pregled števila prebivalcev po letih | Pregled števila prebivalcev po letih | Pregled števila prebivalcev po letih | Pregled števila prebivalcev po letih | Pregled števila prebivalcev po letih |
| ------------------------------------ | ------------------------------------ | ------------------------------------ | ------------------------------------ | ------------------------------------ | ------------------------------------ | ------------------------------------ | ------------------------------------ | ------------------------------------ | ------------------------------------ | ------------------------------------ | ------------------------------------ | ------------------------------------ | ------------------------------------ | ------------------------------------ |
| 1857                                 | 1869                                 | 1880                                 | 1890                                 | 1900                                 | 1910                                 | 1921                                 | 1931                                 | 1948                                 | 1953                                 | 1961                                 | 1971                                 | 1981                                 | 1991                                 | 2001                                 |
| 0                                    | 0                                    | 61                                   | 75                                   | 85                                   | 70                                   | 103                                  | 91                                   | 104                                  | 97                                   | 93                                   | 87                                   | 98                                   | 100                                  | 115                                  |